# El Molinito, Guanajuato
El Molinito är en ort i Mexiko.   Den ligger i kommunen Jaral del Progreso och delstaten Guanajuato, i den centrala delen av landet, 230 km nordväst om huvudstaden Mexico City. El Molinito ligger 1 726 meter över havet och antalet invånare är 930.
Terrängen runt El Molinito är platt åt nordväst, men åt sydost är den kuperad. Runt El Molinito är det ganska tätbefolkat, med 111 invånare per kvadratkilometer. Närmaste större samhälle är Valle de Santiago, 13,2 km väster om El Molinito. Trakten runt El Molinito består till största delen av jordbruksmark.